# Kristin Neff
Kristin Neff (...) è una psicologa statunitense.

## Formazione e biografia
Kristin Neff ha conseguito il dottorato presso l'Università di Berkeley, studiando lo sviluppo morale. Ha svolto due anni di studio post-dottorato presso l'Università di Denver studiando lo sviluppo del concetto di sé. Ha creato le Self-Compassion Scales per misurare la self-compassion. La versione lunga della Scala è composta da 26 voci mentre la versione breve è composta da 12 voci. Le è stato attribuito il merito di aver condotto i primi studi accademici sulla self-compassion.
Oltre al suo lavoro accademico, è autrice di Self-Compassion: The Proven Power of Being Kind to Yourself, pubblicato da William Morrow. È co-fondatrice del Center for Mindful Self-Compassion, fondazione senza scopo di lucro. Neff e il Germer sono co-autori del libro The Mindful Self-Compassion Workbook, pubblicato da Guilford nel 2018, e Teaching the Mindful Self-Compassion Program: A Guide for Professionals nel 2019.
Neff è stata intervistata per The Atlantic  e ha scritto per l'Università della California il Greater Good Magazine di Berkeley.